# Electrona carlsbergi
Electrona carlsbergi és una espècie de peix marí d'aigües profundes de la família dels mictòfids i de l'ordre dels mictofiformes.
Els adults poden assolir fins a 9 cm de longitud total. Viu entre 100-350 m de fondària als oceans Atlàntic, Índic i Pacífic a l'hemisferi sud.
Menja copèpodes, eufausiacis, ostracodes, gastròpodes i Hyperiidea.

## Depredadors
És depredat per Micromesistius australis (a Nova Zelanda), Lampris immaculatus (Illes Malvines), Macruronus novaezelandiae (Nova Zelanda), Thalassarche chrysostoma (Xile), Aptenodytes patagonicus (Illes Crozet), Arctocephalus gazella (Illes del Príncep Eduard) i Arctocephalus tropicalis (Illes del Príncep Eduard).